# Чемпионат Того по шоссейному велоспорту
Чемпионат Того по шоссейному велоспорту — национальный чемпионат Того по шоссейному велоспорту, проводимый Федерацией велоспорта Того. За победу в дисциплинах присуждается майка в цветах национального флага (на илл.).

## Призёры

### Мужчины. Групповая гонка.
| Год  | Победитель       | Второй         | Третий         |
| ---- | ---------------- | -------------- | -------------- |
| 2012 | Ассион Айивон    | Коми Агбана    | Мишель Авуну   |
| 2015 | Абду Рауф Аканга | Эдем Даку      | Коми Доссуви   |
| 2017 | Жан-Камиль Бафаи | Бертран Акпеко | Ассам Чакбера  |
| 2019 | Хамза Ассуману   | Гнану Айеджо   | Бертран Акпеко |
| 2022 | Абду Рауф Аканга | Амен Абинон    | Мунир Багна    |

### Мужчины. Индивидуальная гонка.
| Год  | Победитель     | Второй           | Третий     |
| ---- | -------------- | ---------------- | ---------- |
| 2017 | Бертран Акпеко | Жан-Камиль Бафаи | Эрик Адамс |

### Женщины. Групповая гонка.
| Год  | Победитель   | Второй | Третий |
| ---- | ------------ | ------ | ------ |
| 2022 | Абра Номесси |        |        |